# Phare du cap de Garde
Le phare du cap de Garde, appelé aussi phare de Ras Hamra, est un phare d'atterrissage situé à quelques encablures au Nord Ouest du port de Annaba.

## Historique

### Considérations générales
Il semble qu'avant la colonisation seuls quelques rares fanaux rudimentaires étaient placés aux abords des abris qui servaient de refuge aux vaisseaux barbaresques; tel le fanal ordinaire situé sur la haute tour du Peñon d'Alger. Dès les premières années de la conquête des feux plus efficaces furent installés aux points les plus caractéristiques. C'est ainsi qu'en  1834, les Français installent à la place du fanal d'Alger un appareil consistant en un feu fixe surmonté d'une couronne tournante portant huit lampes avec réflecteurs disposées de manière à réaliser un feu à éclipses de trente en trente secondes.
Le premier rapport officiel traitant de l'éclairage des côtes algériennes est un rapport de la Commission nautique de l'Algérie de 1843 qui établit un rapport complet "des améliorations à apporter aux feux existants (neuf à l'époque), des feux à établir immédiatement, des feux à établir par la suite".
Son exécution s'échelonna sur plusieurs années, avec les modifications imposées par les progrès de la technique et le développement de la navigation et dont les principales furent décidées par la Commission des Phares de 1861.
Les appareils ont été modifiés périodiquement entre 1860 et 1900. Les plus notables de ces améliorations consistèrent en la substitution de l'huile minérale par l'huile végétale en 1881 puis, par l'adoption de certains feux de lampe à niveau constant.
En 1902, nouveau programme d'amélioration de l'éclairage côtier par la mise en place d'une Commission Nautique Spéciale qui adopte un programme de réalisations prévoyant entre autres la substitution aux feux fixes existants de feux à éclats ou à occultations avec ou sans secteurs colorés.  Programme qui fut entièrement réalisé de 1904 à 1908 à l'exception de  la jetée Nord du port d'Alger.
L'électrification des feux principaux et des feux de ports fut poursuivie activement depuis la mission scientifique en Algérie, en 1924, de l'Ingénieur en chef du Service Central des Phares.
En outre quatre radiophares ont été mis en service; au phare de l'Amirauté à Alger (1931), au cap de l'Aiguille (1938), au cap Caxine (1938) et au cap Matifou (1942). Les services techniques ont également prévus l'établissement dans des délais rapprochés de quatre ouvrages supplémentaires au cap Ténès, au cap Bengut, au cap Bougarouni et au cap de Garde.

### Considérations spécifiques
Un phare fut construit en 1850 et dès 1880 il subit une première transformation et une extension avec installation d'un système optique et d'une grande lanterne.
Le phare actuel date de 1908.

## Caractéristiques
La Cap de Garde ferme le golfe de Annaba au Nord-Ouest.
Le phare est construit au nord du port d'Annaba, sur le versant nord- ouest du cap. Tour carrée de 17,5 m de hauteur, en maçonnerie de pierres apparentes coiffée d'une lanterne à entretien intérieur, accolée à un bâtiment carré en maçonnerie lisse pourvu de deux logements de gardiens et une chambre pour le personnel de passage. À proximité, au sud- ouest et à l'ouest-sud-ouest, deux bâtiments de service, carrés et rectangulaires, en maçonnerie lisse, blancs. Le phare culmine à 146,5 m au dessus du niveau de la mer. On y accède par route.
À proximité, au sud, bâtiment du radiophare, rectangulaire, en maçonnerie de pierres apparentes, gris. À 45 m environ et à 50 m environ, dans les azimuts respectifs à 135° et à 165°, deux des pylônes du radiophare, pyramidaux quadrangulaires métalliques, gris clair, hauts de 16 m, à 400 m environ au sud-ouest, le sémaphore.
L'éclairage est assuré par un feu blanc à 1 éclat par 5 secondes. La portée lumineuse est de 29 milles nautiques, soit environ 54 km.
La puissance de la lampe est de 1 000 W / 220 V.